# Stop!! Hibari-kun!
Stop!! Hibari-kun! (ストップ!! ひばりくん! Sutoppu!! Hibarikun!) er en mangaserie skrevet og tegnet af Hisashi Eguchi. Serien gik i Shueishas magasin Weekly Shounen Jump fra 1981 til 1983 og blev sideløbende samlet i fire bind. Den er efterfølgende blevet genudgivet flere gange, senest fordelt på 3 bind i 2009. Toei Animation har desuden lavet en animeserie i 35 afsnit, der blev sendt på Fuji Television fra 1983 til 1984.

## Plot
Drengen Kousaku Sakamotos mor er død, og i sit testamente har hun bestemt, at Kousaku skal bo hos hendes ven Ibari Ohzora, der er en yakuza. Kousaku møder Ibaris fire flotte døtre, men den flotteste, Hibari, er faktisk en dreng. Hibari bliver forelsket i Kousaku, men Kousaku er mere interesseret i Hibaris ven Rie.

## Figurer
- Kousaku Sakamoto (坂本 耕作 Kousaku Sakamoto) - En dreng med et rent hjerte fra Kyushu men svag når det gælder piger. Han er nødt til hele tiden at minde sig selv om, at Hibari ikke er en pige.
- Hibari Oozora (大空 ひばり Oozora Hibari) - Oozoras søn, der ligner en flot pige, hvilket han nyder til sin fars forfærdelse.
- Ibari Oozora (大空 いばり Oozora Ibari) - Hibaris far og leder af Oozora-gruppen. Han forventer at Hibari vil overtage gruppen men er bekymret for dens fremtid på grund af Hibaris excentriske opførsel. Han var forelsket i Kousakus mor. Han er "plaget" af den hvide krokodille-forbandelse.
- Tsugumi Oozora (大空 つぐみ Oozora Tsugumi) - Den ældste datter der er en moderfigur for sin familie. Hun er en begynder-illustrator.
- Tsubame Oozora (大空 つばめ Oozora Tsubame) - Den næstældste datter der er to år ældre end Hibari. Bortset fra hendes frisure er hun næsten identisk med Hibari. Hibaris feminine opførsel piner hende uden ophør, og hun ønsker at Hibari ville være maskulin, især fordi hun frygter, at familien vil blive henrettet for at huse en "original", hvis det blev opdaget, at Hibari faktisk er en crossdressende dreng. Hun udgiver sig ofte for at være Hibari for at komme udenom sundhedstjek og lignende.
- Suzume Oozora (大空 すずめ Oozora Suzume) - Den yngste datter der går i grundskole. Hun bryder ud i gråd ved synet af en skrubbelignende mand.
- Sabu (サブ Sabu) - En ung mand i Oozora-gruppen, der er forelsket i Tsugumi.
- Seiji (政二 Seiji) - Et medlem af Oozora-gruppen med et skræmmende ansigt men et svagt hjerte. Han skræmmer Kousaku vågen om morgenen.
- Makoto Shiina (椎名 まこと Shiina Makoto) - Kousaku og Hibaris klassekammerat der kan lide Hibari, men som ikke ved, at denne er en dreng. Til at begynde med foragter Shiina Kousaku, men efterhånden ændrer det sig til en form for venskab.
- Rie Kawai (可愛 理絵 Kawai Rie) - Bokseklubbens manager som Kousaku blev forelsket i ved første blik. Hun er forelsket i Shiina.
- Mitsuwo Kaji (梶 みつを Kaji Mitsuwo) - En Tsubames klassekammerater, der er overbærende, følges med folk og er leder af bokseklubben. Hans yngre brødre og søstre har samme ansigt som ham.
- Kaori Hanazono (花園 かおり Hanazono Kaori) - Kousaku og Hibaris klassekammerat, der er jaloux på Hibatis popularitet i skolen. Sammen med sine venner forsøger hun at få Hibari ned med nakken.
- Yasuaki Kureiji (呉井寺 やすあき Kureiji Yasuaki) - Kureiji-familiens eneste søn, der trods sin drengede opførsel faktisk er 28 år. Han ønsker at gifte sig med Hibari.
- Takuto Honda (本田 拓人 Honda Takuto) - Kousakus og Hibaris klassekammerat der har et smukt ansigt. Talrige piger er efter ham, men han dropper dem alle og sigter i stedet efter Hibari. Han er en Don Juan med en cool personlighed men opfører sig dumt, når det gælder Hibari.

## Anime

### Stemmer
- Touru Furuya - Kousaku Sakamoto
- Satomi Majima - Hibari Oozora
- Jouji Yanami - Ibari Oozora
- Fumi Hirano - Tsugumi Oozora
- Kyouko Irokawa - Tsubame Oozora
- Tomiko Suzuki - Suzume Oozora
- Norio Wakamoto - Sabu
- Toku Nishio - Seiji
- Katsuji Mori - Shiina
- Hiromi Tsuru - Rie Kawai

### Medarbejdere
- Oprindelig skaber: Hisashi Eguchi
- Producent: Akira Sasaki
- Planlægning: Kenji Yokoyama (Toei), Tadashi Oka (Fuji TV)
- Instruktør på serien: Takashi Hisaoka
- Afsnitsinstruktører: Takashi Hisaoka, Tetsuo Imazawa, Hiroshi Sasagawa, Hiroyuki Ikeda, Yoshiaki Kawajiri, Megumu Ishiguro, Yoshikata Nitta, Yoshikatsu Kasai, Yasuo Yamayoshi, Hiroyuki Ebata
- Kontinuitet: Hiroshi Sasagawa, Kazumi Fukushima
- Manuskriptforfattere: Shigeru Yanagawa, Tokio Tsuchiya, Hiroshi Toda, Tomomi Tsutsui, Takeshi Shudo
- Art director: Takamura Mukuo, Tadao Kubota, Yoshiyuki Shikano
- Figurdesign: Yoshinori Kanemori
- Musik: Koji Nishimura
- Komposition af titelsang: Izumi Kobayashi
- Animationsinstruktør: Yoshinori Kanemori, Makoto Ito, Kiyoshi Matsumoto, Takao Kozai, Yasuomi Umetsu, Takashi Saijo, Keiko Imazawa, Juji Mizumura
- Produktion: Toei Co., Ltd. / Fuji TV